# آب تشنارو
آب تشنارو (مقاطعة فيروزآباد) (بالفارسية: آب چنارو) هي قرية تقع في قسم جايدشت الريفي (مقاطعة فيروزآباد) في إيران. يقدر عدد سكانها بـ 30 نسمة بحسب إحصاء 2016.